# Прикарибская низменность
Прикарибская низменность — аллювиальные низменные районы на северо-западе Южной Америки в низовьях рек Магдалена, Каука и Спну между отрогами Анд и Карибским морем.
Местность вдоль побережья болотистая, заросшая мангровыми лесами. В южной части расположена болотистая внутренняя дельта Кауки, в северной — равнинная кустарниковая саванна. Отроги Анд, включая Сьерра-Невада-де-Санта-Марта, пересекают северную часть и достигают высоты 800 м.
В северных и восточных районах обнаружены запасы нефти. Ведётся сельскохозяйственная деятельность, основные культуры — рис, табак, банан.